# Башар, Гюнсели
Гюнсели Башар (22 января 1932 — 20 апреля 2013) — победительница конкурсов «Мисс Турция» и «Мисс Европа».

## Биография
Родилась 22 января 1932 года в Диярбакыре. Её отец был военным. Одним из её предков является Халиль Рыфат-паша. У Гюнсели румельские, черкесские и грузинские корни.
Окончила школу Эренкёй в Стамбуле. Изучала искусство скульптуры в Академии изящных искусств в Стамбуле. Во время учёбы Гюнсели приняла участие в конкурсе красоты, организованном газетой «Cumhuriyet», и 13 октября 1951 года её был присвоен титул «Мисс Турция». На следующий год она представляла Турцию на конкурсе «Мисс Европа», проходившем в итальянском городе Неаполь. 20 августа 1952 года Гюнсели была признана победительницей, таким образом она стала первой представительницей Турции, победившей в этом конкурсе.
После победы в конкурсе она оставила учёбу и в возрасте 23 лет вышла замуж за бизнесмена Мехмета Кутси Бегдеша. В 1959 году Гюнсели вышла замуж второй раз, её избранником стал мэр Измира Фарук Тунджа. Оба брака Гюнсели оказались недолговечны. Во время второго замужества она родила дочь Аслы, также у Гюнсели есть две внучки.
В 1977 году по предложению владельца «Hürriyet» стала вести в газете рубрику «Günseli Oradaydı». Через год Гюнсели попала в аварию, в результате которой она серьёзно пострадала. Вследствие этого была вынуждена прервать свою карьеру журналистки.
Умерла 20 апреля 2013 года в возрасте 81 года.